# Spelobia rufilabris
Spelobia rufilabris är en tvåvingeart som först beskrevs av Christian Stenhammar 1855.  Spelobia rufilabris ingår i släktet Spelobia, och familjen hoppflugor. Arten är reproducerande i Sverige.